# Papandúa

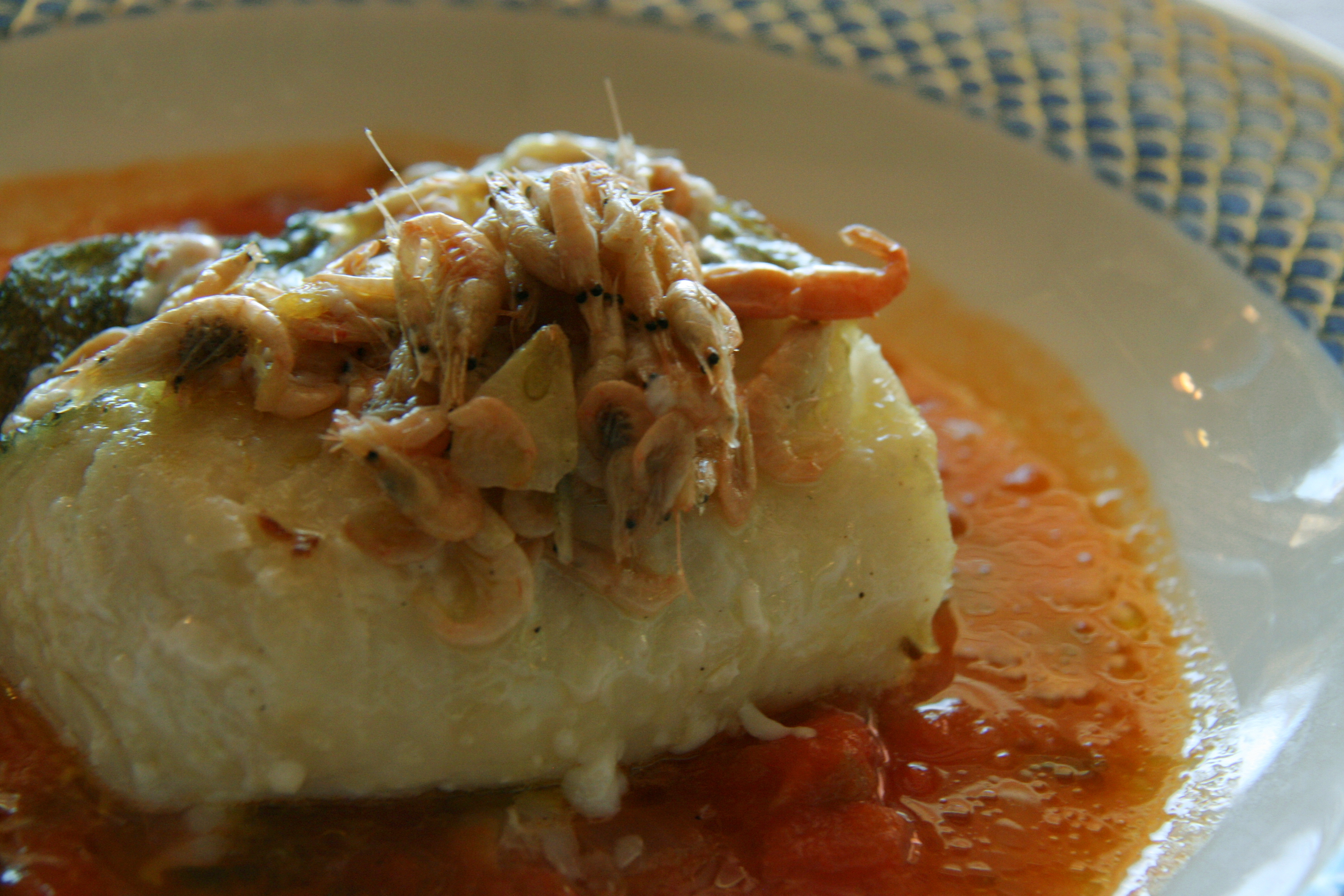
Un trozo de bacalao.

La Papandúa (o en plural Papandúas) es un plato de bacalao preparado de forma tradicional en la cocina malagueña. Los ingredientes habituales son el bacalao cocido al que se le vierte levadura, perejil y azafrán. 

## Características
El empleo de bacalao en salazón requiere que se desale unas horas antes en remojo. Tras esta operación se desmiga y se vierte en una sartén caliente con ajo y un poco de agua. Lo curioso del plato es la adición de levadura al estar caliente. Añadiendo azafrán y harina hasta elaborar una gacha espesa. Finalmente se machaca con un poco de aceite de oliva para que vaya poco a poco una emulsión.